# Conservatorio Claudio Monteverdi
Il Conservatorio Claudio Monteverdi (in tedesco Konservatorium Claudio Monteverdi) di Bolzano è un'istituzione italiana di alta formazione musicale.

## Storia
Nella seconda metà dell'Ottocento, l'insegnamento della musica a Bolzano era per lo più svolto dalla Società Filarmonica di Bolzano (in tedesco Musikverein Bozen), fondata nel 1855.
Nel 1927, in seguito all'avvento del fascismo e delle nuove politiche per l'italianizzazione dell'Alto Adige, le competenze per la gestione dell'istruzione musicale a Bolzano vengono trasferite al Comune. Nasce così il Civico Liceo Musicale "Gioachino Rossini", il cui direttore è Mario Mascagni, cugino del compositore Pietro Mascagni. Fino al 1930 la sede è in via dei Portici, poi in via Vintler. Grazie alla direzione di Mascagni l'istituto conosce una rapida espansione, anche in termini di numero degli studenti (nel 1932 oltre 250).
Il riconoscimento a livello nazionale delle attività arriva nel 1932, quando, visto l'esito positivo delle ispezioni ministeriali, il Civico Liceo Rossini viene pareggiato ai conservatori statali con un decreto regio. Tale riconoscimento porta al rafforzamento dell'organico dei docenti e all'ampliamento dell'attività concertistica pubblica.
Questo processo vede il culmine nel 1939, quando il Liceo Rossini ottiene lo status di Regio Conservatorio e viene intitolato a Claudio Monteverdi (legge del 30 novembre 1939, n. 1968 "Trasformazione in regi conservatori di musica dei licei musicali pareggiati di Bolzano, Cagliari e Pesaro" e decreto attuativo del 16 ottobre 1940). Contestualmente viene identificata una nuova sede per l'istituto: l'ex convento dei Frati Domenicani in Piazza Domenicani.
Gli eventi bellici della Seconda guerra mondiale segnano tuttavia un brusco arresto allo sviluppo del conservatorio, che nel 1943 viene sottratto all'amministrazione italiana. Il corpo docenti si disperde, assieme al patrimonio mobile (libri, attrezzature, strumenti musicali) e immobile (un bombardamento aereo danneggia pesantemente l'edificio del convento e la chiesa attigua, vanificando i precedenti interventi di adeguamento strutturale).
Nel Dopoguerra, scongiurato il rischio della cessazione delle attività, l'attività didattica viene ripresa a partire da settembre 1946 nella sede in Piazza Domenicani. Dopo la morte di Mascagni, nel 1948 alla direzione dell'istituto succede Cesare Nordio, grazie a cui il conservatorio conosce uno straordinario sviluppo.
Nel maggio 1949 viene inaugurata la nuova sala concerti del conservatorio con un recital del pianista Arturo Benedetti Michelangeli per la Società dei Concerti (Konzertverein), ente erede del Musikverein per quanto riguarda l'organizzazione di concerti a Bolzano. Arturo Benedetti Michelangeli, dal 1950 al 1959 docente al Monteverdi, e Cesare Nordio furono inoltre i promotori del Concorso pianistico internazionale Ferruccio Busoni, la cui prima edizione ebbe luogo nel 1949.
Grazie alla presenza di un corpo docenti di rilievo, della rapida affermazione del Concorso Busoni come uno dei concorsi pianistici più influenti del panorama internazionale e all'attività della Società dei Concerti che coinvolgeva i migliori solisti e gruppi cameristici del tempo, negli anni '50 la vita musicale bolzanina vive un fermento senza precedenti. Nel 1952 terminano inoltre i lavori di adeguamento dell'edificio. In questo ambiente dal respiro internazionale si afferma il Trio di Bolzano, costituito da tre docenti del conservatorio: Nunzio Montanari, Giannino Carpi e Antonio Valisi (poi Sante Amadori). Il trio si impose fin da subito come uno dei migliori ensemble cameristici italiani ed ebbe una carriera di grande successo.
Gli anni 60 e 70 sono segnati dal complesso clima sociopolitico in provincia di Bolzano, che vede la contrapposizione etnica tra popolazione di madrelingua italiana e popolazione di madrelingua tedesca. Le disposizioni nazionali e le competenze acquisite dalla Provincia in seguito alle revisioni dello Statuto di Autonomia sono interpretate di volta in volta più come mezzi per alimentare il dibattito politico che non come strumenti per far evolvere l'attività didattica, che nel frattempo prosegue regolarmente. In questi anni viene istituita anche la scuola media musicale annessa al conservatorio, soppressa poi sul finire degli anni 1990. Sono questi i decenni in cui, seppur con variazioni anche significative degli equilibri interni, si consolidano i rapporti con il Concorso Busoni, la Società dei Concerti e la recentemente fondata Orchestra Haydn.
A seguito della riforma nazionale dei conservatori (legge 508/1999), il Monteverdi completa la transizione nel 2006 diventando "istituto superiore di studi musicali", sotto la gestione della Provincia di Bolzano (le norme di attuazione si trovano nel decreto legislativo 25 luglio 2006, n. 245).
Nel 2017 è stato inoltre avviato un progetto pilota a livello nazionale, che ispirandosi al modello delle istituzioni di alta formazione musicale europee prevede l'annessione del Conservatorio Monteverdi alla Libera Università di Bolzano come sua Facoltà di musica.

## Direttori
- 1940-1948: Mario Mascagni (già direttore del Civico Liceo Musicale Rossini dal 1927 al 1940)
- 1948-1962: Cesare Nordio
- 1962-1980: Giorgio Cambissa
- 1980-1981: Johanna Blum
- 1982-1995: Hubert Stuppner
- 1995-1997: Vito Maria Brunetti
- 1997-2008: Vea Carpi
- 2008-2014: Felix Resch
- 2014-2017: Heinrich Unterhofer
- 2017-2023: Giacomo Fornari[8]
- dal 2023: Marco Bronzi